# Derecho penitenciario

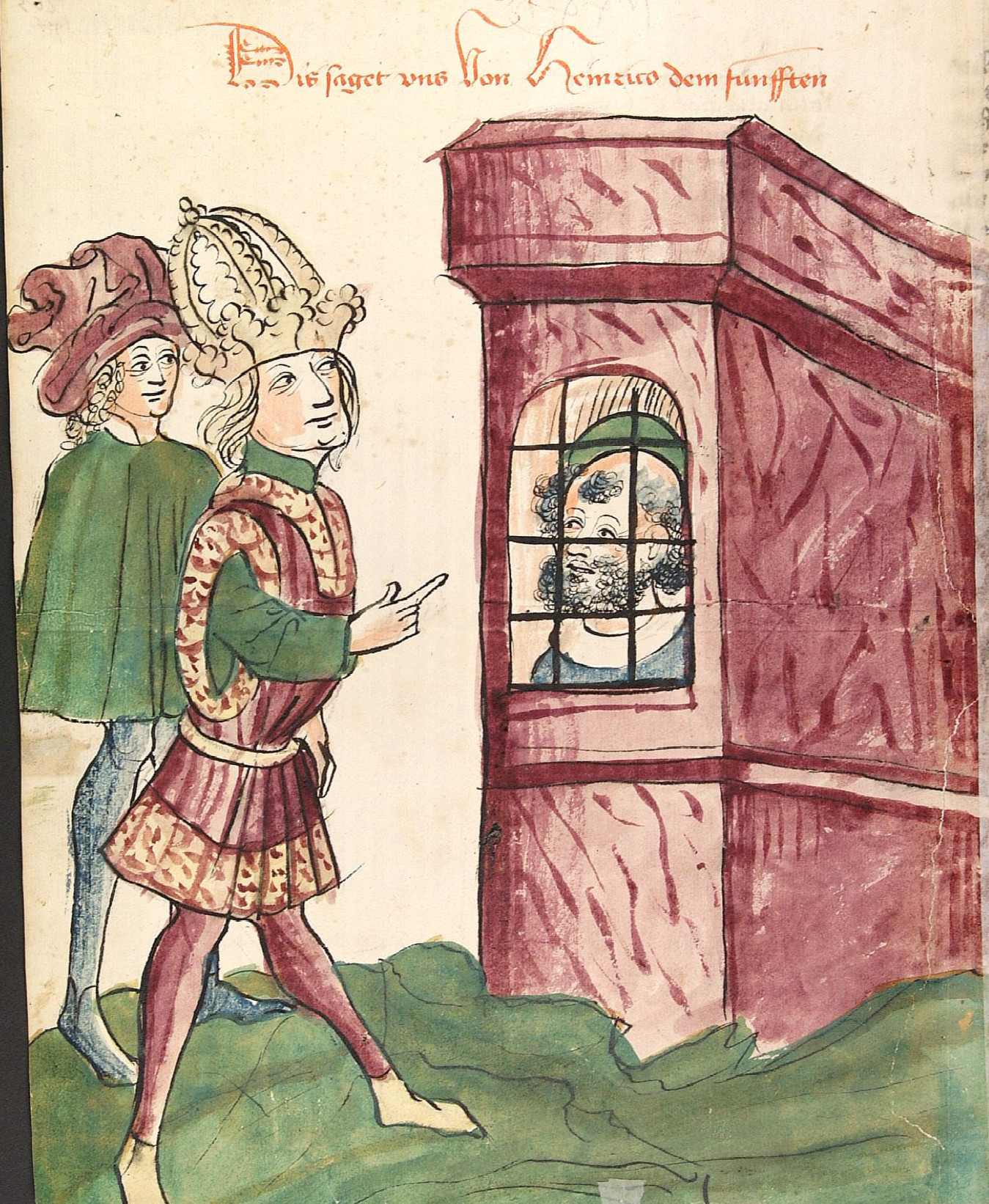
Enrique V visita a su padre en prisión

El Derecho penitenciario, forma parte del Derecho penal y se configura como la rama del Derecho penal que se dirige al cumplimiento y la ejecución efectiva por los penados de las penas y medidas de seguridad privativas de libertad o de derechos impuestas en sentencia firme por la comisión de los hechos típicos, antijurídicos, culpables y punibles que recoge el Código y legislación penal complementaria en ejercicio del ius puniendi del Estado. 
A principios del siglo XX algunos pasan a considerarla una disciplina jurídica autónoma distinta del derecho penal, la criminología y penología. 
A su vez, como ciencia peniteniciaria se califica a la doctrina jurídica dedicada a los temas relativos a la ejecución de penas privativas de libertad y de todas aquellas sanciones alternativas que las distintas legislaciones imponen como consecuencia jurídica-punitiva por la comisión de un hecho tipificado como delito o falta.

## Antecedentes
La privación de la libertad como pena por la comisión de un hecho típico, antijurídico, culpable y punible (delito) es una técnica penal relativamente reciente. Hasta siglos después de la Edad Media imperaban los castigos corporales, los trabajos forzados y la pena de muerte.
Los presidios se conciben como lugares de tránsito hasta el juicio o la ejecución de la pena.
Posteriormente, ante el fracaso del catálogo de penas descrito se configuró la pena privativa de libertad al objeto de:
- Corregir al culpable y disuadir a la sociedad (prevención especial y general)
- Aislar al delincuente
- Garantizar seguridad
- Contribuir a la maltrecha economía de la época

Como dijo Hans Von Hentig (Die Strafe) "eran demasiados y demasiado miserables para colgarlos a todos", así que había que encontrar otra forma de castigo

## Autonomía y objeto
La evidente proximidad del Derecho penitenciario y la Criminología y la autonomía frente al Derecho penal son cuestiones no resueltas por la doctrina que tradicionalmente relega la teoría de la pena y su ejecución a un lugar secundario frente a la teoría del delito. Pero por simple analogía se piensa que para que exista el derecho penitenciario primero tuvo que existir el derecho penal. Un reo primero fue sometido a un proceso judicial (derecho penal) y al ser sentenciado fue llevado a una prisión (derecho penitenciario). El derecho penitenciario no puede estar separado del derecho penal.

## Regulación por país

### España

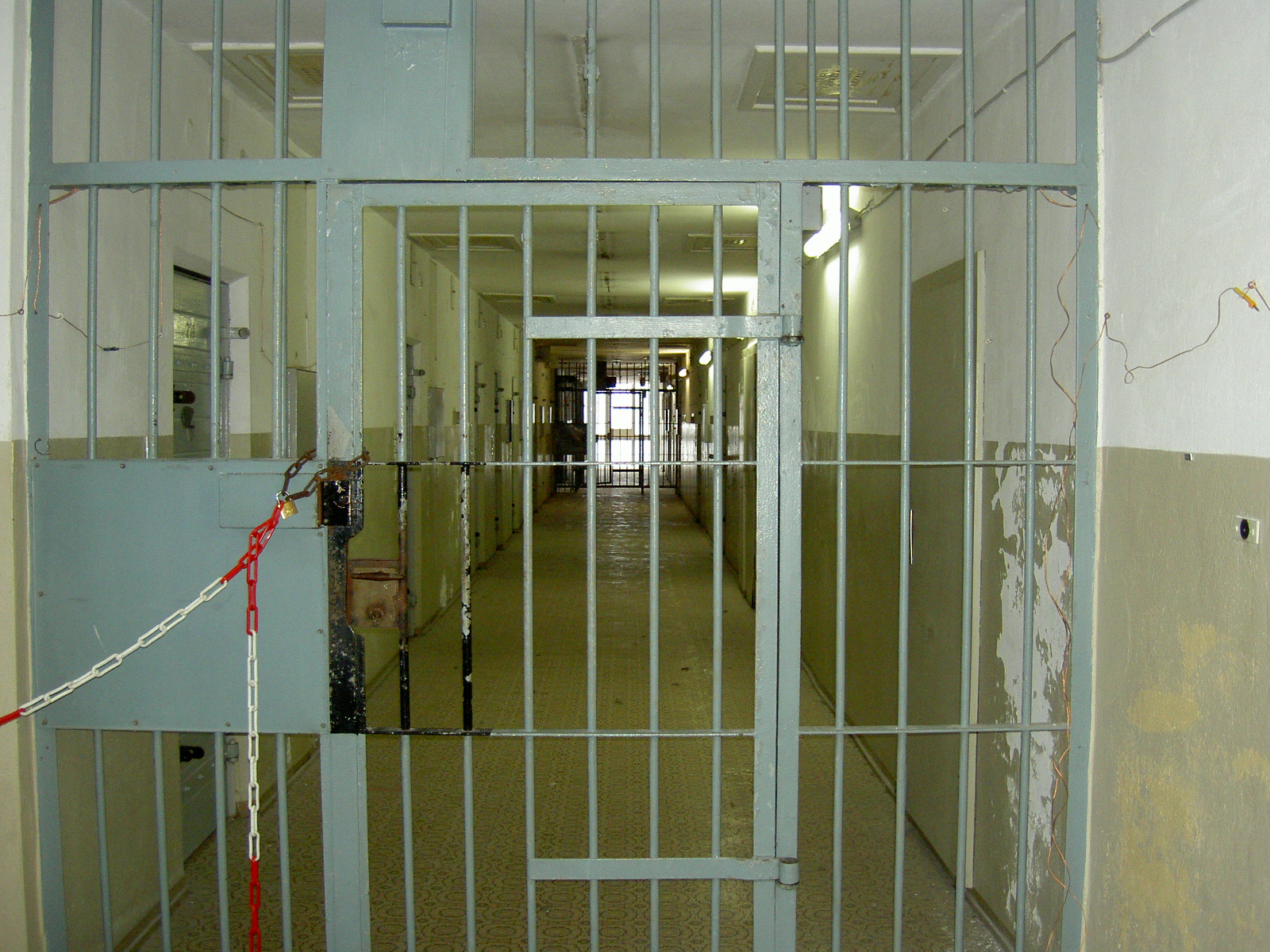

Las fuentes del Derecho penitenciario en España son la Constitución española de 1978, la Ley General Penitenciaria y el Reglamento Penitenciario, además del Código penal.
Fuentes extralegales serían las órdenes y circulares de la Secretaría General de Instituciones Penitenciarias y la jurisprudencia del Tribunal Constitucional y Supremo.
La costumbre o el uso penitenciario no puede ostentar carácter de fuente por el principio de legalidad y las garantías derivadas de este.
El objeto se resume en el artículo 25.2 de la Constitución donde establece que las penas y medidas de seguridad estarán orientadas a la reeducación y reinserción social.
La legislación española establece que el medio para alcanzar la resocialización es el tratamiento penitenciario que se define como:
1. El conjunto de actividades directamente dirigidas a conseguir la reeducación y reinserción social de los penados.
2. El tratamiento pretende hacer del interno una persona con la capacidad e intención de vivir respetando la ley penal y también subvenir sus propias necesidades. Con esta finalidad se procurará en la medida de lo posible desarrollarles una actividad de respeto a sí mismos y de responsabilidad, individual y social respecto a su familia, el prójimo y la sociedad en general.
La Ley Orgánica General Penitenciaria de 26 de septiembre de 1979 creó la figura del Juez de Vigilancia Penitenciaria que en otros países se denomina Juez de Ejecución de Penas, sus atribuciones se encuentran en su artículo 76 y se refieren a proteger los derechos de los internos frente a las posibles decisiones arbitrarias de la Administración Penitenciaria (autorizar permisos, clasificación, regresión y progresión de grado, aprobar algunas sanciones.

Argentina
En Argentina, la intención de establecer un régimen de ejecución de penas único con aplicación en todo el país se remonta a la presentación del proyecto de Código Penal por parte de Rodolfo Moreno (h) y fue apoyada enérgicamente por juristas de la talla de Julio Herrera, quien pretendía garantizar la unidad mediante la inclusión de reglas fundamentales en el Código Penal. Para Moreno, no sólo el régimen carcelario debía establecerse en una ley especial, sino que el sistema debía ser uno para toda la nación y así evitar que el mismo delito sea castigado de manera diferente.
Se lograron incluir en el Código Penal de 1921 algunas disposiciones importantes como las que regulan el régimen de libertad condicional. Sin embargo, al no lograr el tratamiento conjunto de una ley penitenciaria, Moreno presentó en 1922 el "Proyecto sobre Sistema Carcelario para la aplicación uniforme del régimen de la penalidad en toda la República" que tampoco logró ser ley. La falta de consenso para dar cumplimiento a ello generó el dictado de legislaciones penitenciarias diversas a lo largo y ancho del país. 
La primera ley penitenciaria fue la "Ley de organización carcelaria y régimen de la pena" (Ley 11.833), sancionada el 30 de septiembre de 1933. Su autor fue Juan José O´Connor, quien afirmó que la aplicación de esta ley se limitaba a los establecimientos penales de la Nación, y por lo tanto, no se la incorpora como complementaria del Código Penal.
En 1958 se sancionó la Ley Penitenciaria Nacional (Decreto-Ley 412/58), que constituyó el primer intento materializado de unificación legislativa al declamar entre sus disposiciones que era complementaria del Código Penal. Esta norma estuvo vigente hasta el 19 de junio de 1996 cuando se sancionó la Ley de Ejecución de la Pena Privativa de la libertad (Ley 24.660). 
La ley 24.660 está vigente actualmente aunque sufrió varias modificaciones. La última de ellas se materializó a través de la ley 27.375, publicada en el boletín oficial el 28 de julio de 2017. Esta reforma sufrió severas críticas por parte de la doctrina especializada por su endurecimiento en el régimen de ejecución de penas y haber implicado un marcado retroceso en comparación con sus antecedentes normativos.
El marco normativo de derecho penitenciario en Argentina se complementa con reglamentos penitenciarios que regulan aspectos como el sistema progresivo, el régimen disciplinario, el régimen de comunicaciones, la forma de cumplimiento de la prisión preventiva, entre otros.      